# Columba torringtoniae
La paloma de Ceilán (Columba torringtoniae) es una especie de ave columbiforme de la familia Columbidae endémica de las montañas de Sri Lanka.
En ese país, esta ave es conocida como Manila Goya (en sinhala: මයිලගොයා). Esta especie aparece en un sello postal cingalés de 25 centavos.

## Descripción
La paloma de Ceilán tiene 36 cm de longitud. Su cola y partes superiores son de color gris oscuro, la cabeza y partes inferiores son de color lila, pero se torma más pálido en el vientre. Hay un patrón blanco y negro similar a un tablero de ajedrez en la nuca.
Esta especie anida en bosques húmedos siempreverdes en la sierra central, construyen un nido de ramas de un árbol y empollan un solo huevo blanco. Su vuelo es rápido, con los ritmos regulares y un fuerte chasquido ocasional de las alas que son característicos de las palomas en general. Principalmente comen plantas. Es normal que sean silenciosos aunque en la época de cría tienen un llamado similar al búho:  hoo.

## Distribución y hábitat
Es endémica de Sri Lanka. Esta paloma puede observarse con bastante facilidad en los bosques del Parque nacional de las Llanuras de Horton.

## Referencias

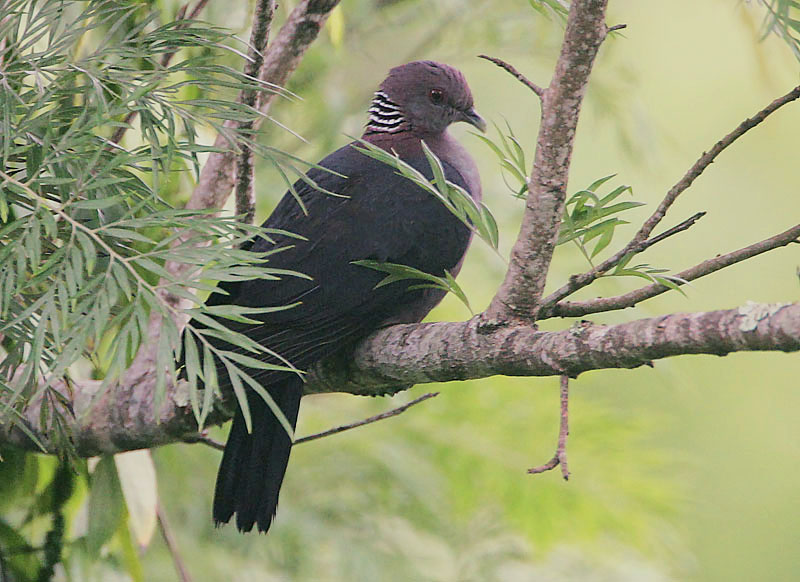
Columba torringtoniae.